# 安璽
安璽（1493年—1524年），字君信，順天府宛平縣（今北京市城內）人，明朝政治人物。

## 生平
正德十四年（1519年）己卯科順天府鄉試第六名，正德十六年（1521年）辛巳科二甲進士，官戶部主事。大禮議事件中，因反對明世宗立生父為皇考，在左順門跪求更改旨意，杖刑身亡。明穆宗繼位后，贈光祿寺少卿。

## 家族
曾祖父安全，曾任百戶；祖父安讓，曾任百戶；父親安泰，曾任百戶。母邵氏（封安人）。具庆下。弟安璧。